# Nowa Słupia
Pour les articles homonymes, voir Nowa Słupia (homonymie).
Nowa Słupia est un village de la voïvodie de Sainte-Croix et du powiat de Kielce. Il est le siège de la gmina de Nowa Słupia et comptait environ 1 600 habitants en 2006.